# Lathyarcha inornata
Lathyarcha inornata är en spindelart som först beskrevs av Ludwig Carl Christian Koch 1872.  Lathyarcha inornata ingår i släktet Lathyarcha och familjen Desidae. Inga underarter finns listade i Catalogue of Life.